# A Lyga de 2018
A Lyga de 2018 foi a 29.ª edição da A Lyga (o campeonato Lituano de futebol). A competição teve início em março e foi encerrado em novembro, e teve como o campeão a equipe do Sūduva Marijampolė.

## Classificação geral

### 28 ronadas
Depois de 28 rodadas:
- Há seis equipes restantes na luta.

| Pos | Equipes        | J  | V  | E | D  | GM | GS | SG  | Pts | Anotações               |
| --- | -------------- | -- | -- | - | -- | -- | -- | --- | --- | ----------------------- |
| 1.  | Sūduva         | 28 | 21 | 4 | 3  | 59 | 16 | +43 | 67  | Eu entrei no 5º círculo |
| 2.  | Žalgiris V.    | 28 | 19 | 5 | 4  | 60 | 20 | +41 | 62  | Eu entrei no 5º círculo |
| 3.  | Stumbras       | 28 | 13 | 6 | 9  | 36 | 25 | +11 | 45  | Eu entrei no 5º círculo |
| 4.  | Trakai         | 28 | 11 | 9 | 8  | 37 | 26 | +11 | 42  | Eu entrei no 5º círculo |
| 5.  | Kauno Žalgiris | 28 | 10 | 5 | 13 | 22 | 31 | -9  | 35  | Eu entrei no 5º círculo |
| 6.  | Atlantas       | 28 | 6  | 5 | 17 | 26 | 55 | -29 | 23  | Eu entrei no 5º círculo |
|     |                |    |    |   |    |    |    |     |     |                         |
|     |                |    |    |   |    |    |    |     |     |                         |
| 7.  | Palanga        | 28 | 5  | 5 | 18 | 17 | 58 | -41 | 20  | Play off                |
|     |                |    |    |   |    |    |    |     |     |                         |
| 8.  | Jonava         | 28 | 4  | 8 | 16 | 24 | 50 | -26 | 19  | Prioridades do bege     |

### 33 ronadas
Depois de 33 rodadas: 
| Pos | Equipes        | Pts | J  | V | E  | D  | GM | GS  | SG | Anotações                                         |
| --- | -------------- | --- | -- | - | -- | -- | -- | --- | -- | ------------------------------------------------- |
| 1.  | Sūduva         | 33  | 24 | 5 | 4  | 72 | 20 | +51 | 77 | Play-offs da Liga dos Campeões da UEFA de 2019–20 |
| 2.  | Žalgiris V.    | 33  | 23 | 6 | 4  | 70 | 23 | +47 | 75 | Play-offs da Liga Europa da UEFA de 2019–20       |
| 3.  | Trakai         | 33  | 14 | 9 | 10 | 46 | 29 | +17 | 51 | Play-offs da Liga Europa da UEFA de 2019–20       |
| 4.  | Stumbras       | 33  | 15 | 6 | 12 | 45 | 35 | +10 | 51 |                                                   |
| 5.  | Kauno Žalgiris | 33  | 11 | 6 | 16 | 29 | 41 | -13 | 39 | Play-offs da Liga Europa da UEFA de 2019–20       |
| 6.  | Atlantas       | 33  | 6  | 6 | 21 | 28 | 75 | -48 | 24 |                                                   |

## Premiação
| Campeão                         |
| ------------------------------- |
| Sūduva Marijampolė (2.° título) |

## Play off
Primeiro jogo:
| 28 outubro 2018 | Dainava | 0 – 3     | Palanga                                                                   | Alytaus m. stadionas, Alytus              |
| 16:00           |         | Relatório | 15' Godspower Tower A. · 27' Godspower Tower A. · 47' Tomas Dombrauskis · | Público: 1 520 Árbitro: Gediminas Mažeika |

Segundo jogo:
| 3 novembro 2018 | Palanga                              | 2 – 0     | Dainava | Gargždų stadionas, Gargždai                 |
| 13:00           | Gvidas Juška 49' · Simonas Urbys 70' | Relatório |         | Público: 400 Árbitro: Manfredas Lukjančukas |